# Torslanda landskommun
Torslanda landskommun var tidigare en kommun i dåvarande Göteborgs och Bohus län.

## Administrativ historik
I Torslanda socken i Västra Hisings härad inrättades, när 1862 års kommunalförordningar trädde i kraft, denna landskommun. Vid 1952 års kommunreform bildade den storkommunen Torslanda tillsammans med förutvarande Björlanda landskommun.
Kommunen upphörde med utgången av år 1966 då den inkorporerades i Göteborgs stad som 1971 ombildades till Göteborgs kommun.
Kommunkoden var 1408.
Administrativt tillhörde kommunen mellan 1918 och 1965 Hisings landsfiskalsdistrikt samt före 1918  och efter 1945 till Göteborgs fögderi och mellan 1918 och 1945 till Inlands fögderi. Judiciellt hörde kommunen före 1955 till Askims, Hisings och Sävedals tingslag och därefter till Hisings, Sävedals och Kungälvs tingslag.

### Kyrklig tillhörighet
I kyrkligt hänseende tillhörde kommunen Torslanda församling. Den 1 januari 1952 tillkom Björlanda församling.

## Geografi
Torslanda landskommun omfattade den 1 januari 1952 en areal av 67,03 km², varav 66,41 km² land.

### Tätorter i kommunen 1960
I Torslanda landskommun fanns del av tätorten Göteborga, som hade 273 invånare i kommunen den 1 november 1960. Tätortsgraden i kommunen var då 12,4 procent.

## Politik

### Mandatfördelning i valen 1938–1962
| 5 | 10 |

| 15 |

| 6 | 9 |

| 15 |

| 4 | 11 |

| 15 |

| 17 | 13 |

| 28 |

| 8 | 8 | 14 |

| 30 |

| 9 | 6 | 15 |

| 29 |

| 10 | 12 | 6 | 2 |

| 28 |